# Mimacraea citrifascia
Mimacraea citrifascia är en fjärilsart som beskrevs av Talbot 1935. Mimacraea citrifascia ingår i släktet Mimacraea och familjen juvelvingar. Inga underarter finns listade i Catalogue of Life.